# Boris Gardiner
Boris Gardiner (Kingston, 13 de janeiro de 1943) é um cantor, compositor e baixista jamaicano.

## Carreira
Nascido na região de Rollington, em Kingston, Jamaica, Gardiner frequentou a Franklin Town Government School e o St Monica's College, deixando-as após ser diagnosticado com taquicardia.
Em 1960, ele se juntou à banda de Richard Ace, The Rhythm Aces, que incluía também Delano Stewart, que mais tarde fez parte dos The Gaylads. Com o grupo, Gardiner gravou "Angella" e o sucesso local "A Thousand Teardrops". O grupo se separou e, em 1963, Gardiner se juntou ao Kes Chin and The Souvenirs como vocalista, e começou a aprender guitarra. O músico entrou mais tarde no grupo Carlos Malcolm & the Afro Caribs, onde começou a tocar baixo depois que o integrante original saiu; e quando o grupo se desfez, Gardiner formou o seu próprio grupo, The Broncos. Tocou mais tarde também no grupo Byron Lee and the Dragonaires. Entre as décadas de 1960 e 1970, ele trabalhou extensivamente como músico de sessão nos grupos Now Generation, The Upsetters, The Aggrovators e Derrick Harriott. Enquanto trabalhava no Studio One, tocou em sucessos como "On Top" dos The Heptones, "Nanny Goat" de Larry Marshall, e "Feel Like Jumping" de Marcia Griffiths.
Como artista solo, Gardiner teve êxito com a canção "Elizabethan Reggae" em 1970, uma versão de "Elizabethan Serenade" de Ronald Binge. Quando o single foi lançado no Reino Unido, as primeiras cópias foram impressas com o rótulo identificando incorretamente como o intérprete Bryon Lee (e não Gardiner). Lee foi o produtor da faixa. O UK Singles Chart chegou a mostrar o crédito incorreto nas listas das quatro primeiras semanas em que apareceram a canção. A partir de 28 de setembro de 1970, todas as impressões passaram a creditar Gardiner pelo single.
Seu álbum de estreia, Reggae Happening, foi lançado também em 1970. O jornalista musical Ian McCann disse que o álbum "teve índices de vendas respeitáveis para um LP de reggae" no Reino Unido. A música de Gardiner continuou a ser popular na Jamaica, mas o interesse diminuiu no Reino Unido. Durante a década de 1970 ele continuou o trabalho de sessão, incluindo várias gravações para Lee "Scratch" Perry e Junior Murvin.
The Boris Gardiner Happenning gravou uma versão de "Ain't No Sunshine" em 1973 com Paul Douglas como vocalista e Gardiner tocando o baixo, para o álbum Is What's Happening.
Em 1986, Gardiner gravou o single "I Wanna Wake Up with You", que ficou em um surpreendente primeiro lugar no Reino Unido, tendo ficado por dois meses entre as dez canções mais tocadas no país. O álbum que continha a canção, Everything to Me, possuía também outra canção de sucesso, "You're Everything to Me", que atingiu o 11º lugar. O single "The Meaning of Christmas" foi lançado também naquele ano. Mais tarde, Gardiner assinou contrato com a RCA Records. Em 2002, uma antologia de 22 faixas, The Very Best of Boris Gardiner, foi lançada em CD pela Music Club Records.
Em 2015, sua canção "Every Nigger Is a Star" teve partes utilizadas em "Wesley's Theory", a faixa de abertura do álbum To Pimp a Butterfly de Kendrick Lamar. A canção também é utilizada na abertura do filme de 2016 Moonlight.

## Discografia
- Reggae Happening (1970), Trojan
- It's So Nice to Be with You (1970), Steady
- Soulful Experience (1971), Dynamic Sounds
- Is Whats Happening (1973), Dynamic Sounds
- Every Nigger is a Star OST (1973), Leal Productions
- Everything to Me (1986), Revue
- Let's Take a Holiday (1992), WKS
- Next to You (1992), VP

### Compilações
- The Very Best of Boris Gardiner (2002), Music Club
- I Want to Wake Up With You: The Best Of Boris Gardiner (2004), Sanctuary/Trojan